# Jaguar Mark V
O Jaguar Mark V é um automóvel de luxo construído pela Jaguar Cars Ltd de Coventry, na Inglaterra, de 1948 a 1951. Ele estava disponível como um Saloon (sedã) de quatro portas e um conversível de duas portas conhecido como Drop Head Coupé, ambas as versões com capacidade para cinco adultos. Foi o primeiro Jaguar com suspensão dianteira independente, primeiro com freios hidráulicos, primeiro com saias de para-lamas, primeiro projetado especificamente para ser produzido em configurações de direção direita e esquerda, primeiro com rodas centrais de disco, primeiro com rodas menores e mais largas de 16" pneus balão, os primeiros a serem oferecidos com faróis selados e piscas para o importante mercado americano, e o último modelo a utilizar motores pushrod.